# Arapovac
 Ovo je glavno značenje pojma Arapovac. Za druga značenja pogledajte Arapovac (razdvojba).
Arapovac je naselje u Republici Hrvatskoj, u sastavu grada Slunja, Karlovačka županija. 

## Stanovništvo
Prema popisu stanovništva iz 2001. godine, naselje je imalo 11 stanovnika te 8 obiteljskih kućanstava.

Prema popisu stanovništva 2011. godine naselje je imalo 4 stanovnika.
| broj stanovnika |       |       |       | 70    | 80    |       |       |       | 133   | 68    | 98    | 73    |       |       | 11    | 4     | 1     |
|                 | 1857. | 1869. | 1880. | 1890. | 1900. | 1910. | 1921. | 1931. | 1948. | 1953. | 1961. | 1971. | 1981. | 1991. | 2001. | 2011. | 2021. |